# Bengálci

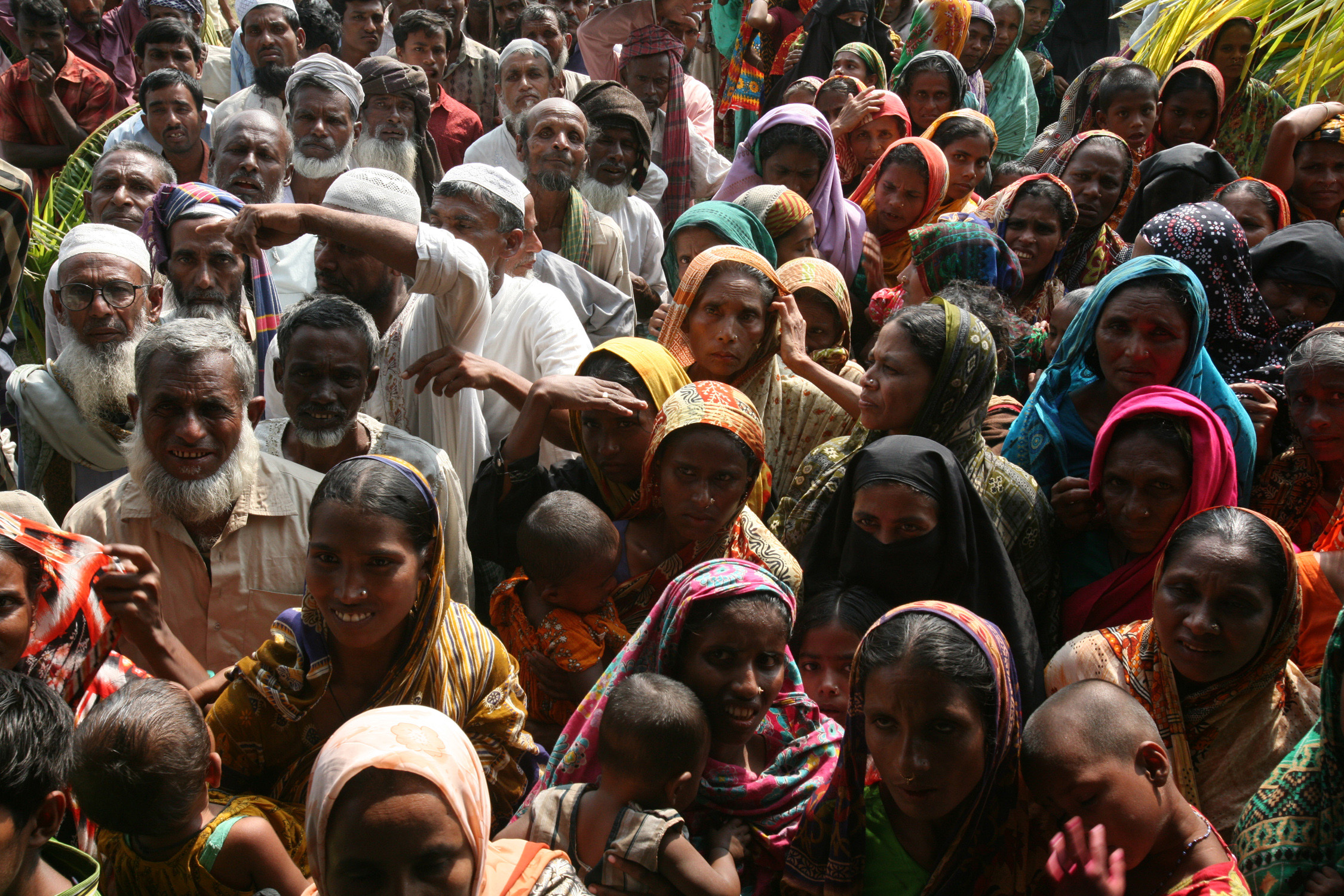
Bengálci

Bengálci jsou národ žijící převážně na území Bengálska. Jsou spojeni společným jazykem bengálštinou, společnou sociální strukturou, společným náboženským smícháním hinduismu a islámu a většinou společnou historií.
Celkově jde asi o 207 milionů lidí. Lidé mluvící bengálsky žijí kromě hlavních oblastí (Bangladéš, Indie) i v zemích jako Malawi, Spojené arabské emiráty, Spojené království, USA, Saúdská Arábie, Singapur či Nepál.

## Rozmístění populace
- Bangladéš – zde jich žije asi 100 000 000, tvoří zde 98 % celkové populace. V Bangladéši jsou Bengálci muslimové.
- Indie – asi 70 500 000 lidí v Západním Bengálsku a sousedních státech. Zde jsou to převážně hinduisté, ale jsou zde i menšiny muslimů a křesťanů.
- Nepál – žije asi 28 000 Bengálců, jsou to především hinduisté.
- Singapur – zde jich je asi 12 000.

## Osobnosti

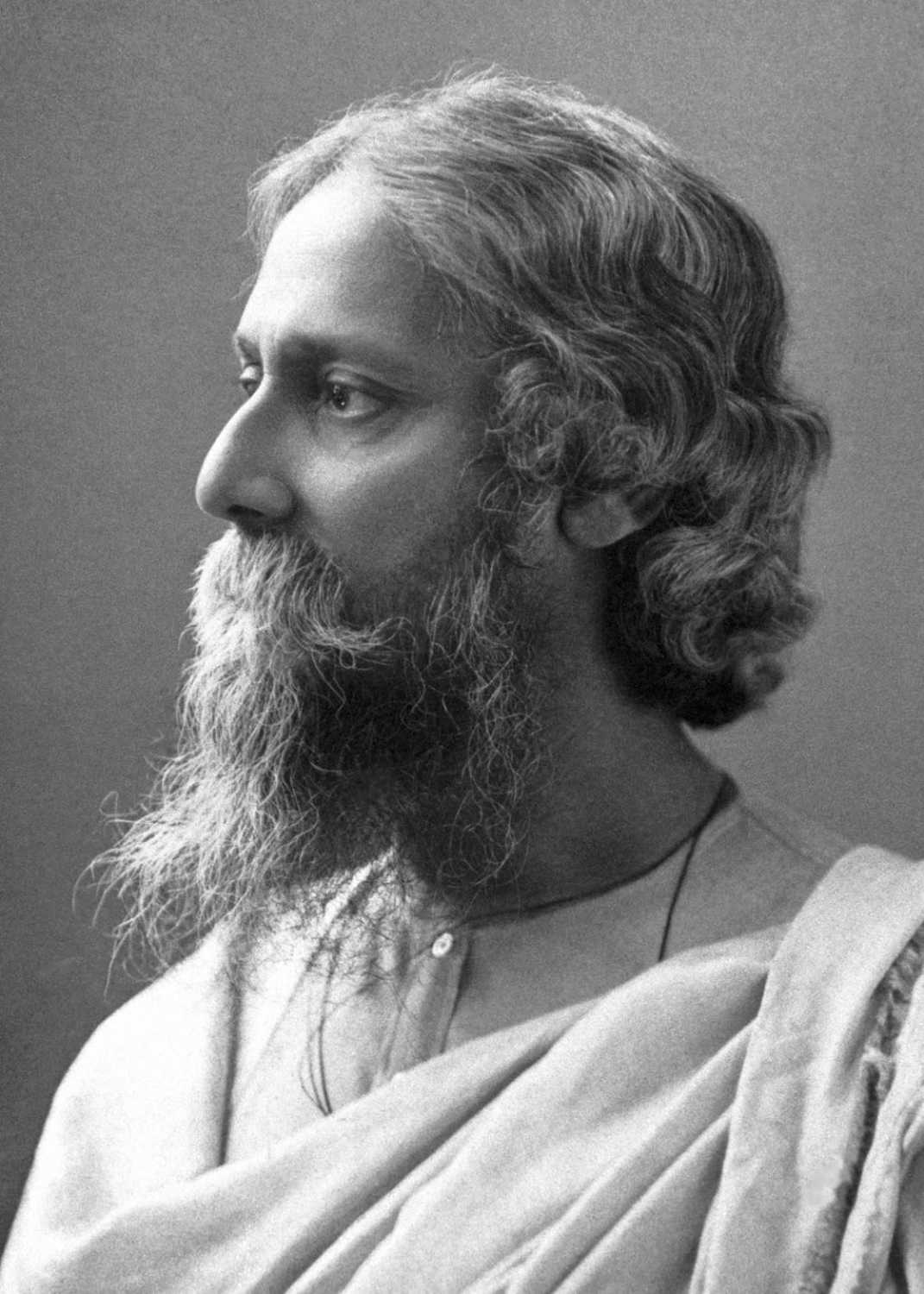
Rabíndranáth Thákur, básník, polyhistor a nositel Nobelovy ceny
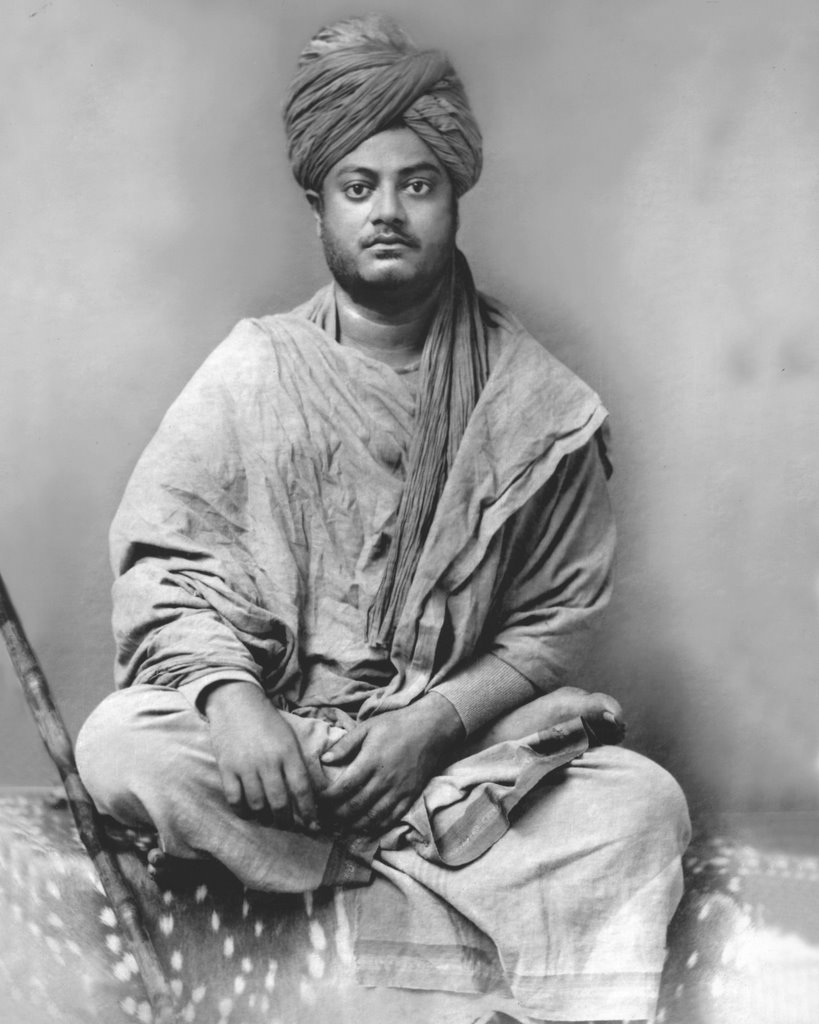
Svámí Vivékánanda - filozof, zpěvák a básník
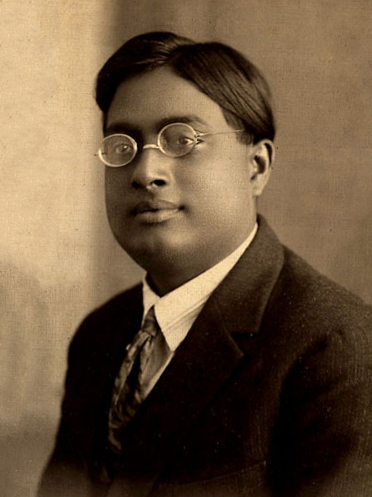
Šatendranáth Bose - fyzik